# 29 июля
29 июля — 210-й день года (211-й в високосные годы) по григорианскому календарю.
До конца года остаётся 155 дней.
До 15 октября 1582 года — 29 июля по юлианскому календарю, с 15 октября 1582 года — 29 июля по григорианскому календарю.
В XX и XXI веках соответствует 16 июля по юлианскому календарю.

## Праздники и памятные дни

### Международные
- Международный день тигра.

### Национальные
- Молдова — День Конституции.
- Норвегия — День прославления святого Олафа.
- Украина — День Сил специальных операций Украины.
- Фарерские острова — День Святого Олафа.
- Сан-Марино — Дни Средневековья[2].

### Религиозные
Православие
- Память священномученика Афиногена, епископа Пидахфойского, и десяти учеников его (ок. 311)[5];
- память мученика Павла и мучениц Алевтины (Валентины) и Хионии (308)[6];
- память мученика Антиоха врача, Севастийского (IV в.)[7];
- память мученицы Иулии девы (ок. 440 или 613);
- память святых отцов IV Вселенского Собора (451);
- память блаженной Матроны Анемнясевской (Беляковой), исповедницы (1936);
- память священномучеников Иакова (Маскаева), архиепископа Барнаульского, и с ним Петра Гаврилова и Иоанна Можирина, пресвитеров, преподобномученика Феодора (Никитина), монаха (1937);
- память преподобномученика Ардалиона (Пономарёва), архимандрита (1938);
- празднование в честь Чирской (Псковской) иконы Божией Матери (1420).

### Именины
- Католические: Марта, Олаф.
- Православные[8] (дата по новому стилю):
  - Мужские:
    - Антиох — мученик, врач Антиох Севастийский
    - Афиноген (Анфиноген) — священномученик, епископ Афиноген Пидахфойский, Севастийский
    - Иаков — священномученик, архиепископ Барнаульский Иаков (Маскаев)
    - Иоанн:
      - мученик Иоанн (Протопопов)
      - священномученик Иоанн (Можирин)

    - Кассиодор — мученик Кассиодор
    - Кириак— мученик Кириак
    - Павел — мученик Павел Кесарийский (Палестинский)
    - Пётр — священномученик Пётр (Гаврилов)
    - Сенатор — мученик Сенатор
    - Фавст (Фауст) — мученик Фавст

  - Женские:
    - Алевтина (Алефтина) — мученица Алевтина Кесарийская (Палестинская) (известна также под именем Валентина)
    - Валентина — см. выше
    - Домината — мученица Домината
    - Иулия (Юлия) — мученица Иулия Карфагенская, Корсиканская
    - Матрона — исповедница Матрона Анемнясевская (Белякова)
    - Хиония (Хиония, Хиона, Хина) — мученица Хиония Кесарийская (Палестинская)

## События

### До XX века
- 1000 — Аль-Мансур одержал победу в битве при Сервере.
- 1030 — в битве при Стикластадире в Норвегии при попытке вернуть трон погиб свергнутый двумя годами ранее король Олаф Святой (по другой версии, битва произошла 31 августа, но день прославления Олафа Святого принято отмечать именно 29 июля).
- 1702 — между русской и шведской армиями в ходе Великой Северной войны состоялось сражение при Гуммельсгофе.
- 1722 — начался Персидский поход русской армии и флота под командованием Петра I.
- 1769 — выход из Кронштадта русской эскадры под командованием адмирала Г. А. Спиридова в Первую Архипелагскую экспедицию.
- 1836 — в Париже, на площади Звезды, торжественно открылась Триумфальная арка[9].
- 1858 — под давлением США, Япония открыла для иностранцев Токио и Осаку.

### XX век
- 1907 — сэр Роберт Баден-Пауэлл основал в Великобритании организацию бойскаутов.
- 1914 — пущена в строй первая трансамериканская телефонная линия Нью-Йорк — Сан-Франциско.
- 1918 — большевиками закрыта газета Максима Горького «Новая жизнь».
- 1920 — Совет народных комиссаров РСФСР слушает предложение «О ликвидации мощей во Всероссийском масштабе» (окончательно одобрено 10 августа)[10].
- 1921 — Адольф Гитлер становится лидером НСДАП.
- 1927 — митрополит Сергий (Страгородский) выпустил Декларацию о лояльности к советской власти.
- 1936 — издано Постановление ЦИК о Положении звания Героя Советского Союза.
- 1938 — над Тихим океаном пропал самолёт Martin M-130 компании Pan American, на борту которого находились 15 человек.
- 1939 — город Менск был официально переименован в Минск
- 1941 — Румыния объявила о возврате себе Бессарабии и Буковины, переданных СССР в 1940 году.
- 1942 — Указом Президиума Верховного Совета СССР учреждены ордена: Суворова трёх степеней; Кутузова двух степеней; Александра Невского.
- 1948 — открытие XIV Летних Олимпийских игр в Лондоне.
- 1951 — после перерыва в 7 лет и судебного отстранения Винифред Вагнер возобновлён Байрёйтский фестиваль, на открытии Фуртвенглер дирижировал симфонией № 9 Бетховена.
- 1952 — совершён первый беспосадочный рейс реактивного самолёта через Тихий океан.
- 1954 — публикация первой части трилогии Дж. Р. Р. Толкина «Властелин колец».
- 1957 — вступил в силу Устав МАГАТЭ, утверждённый 23 октября 1956 года.
- 1958 — президент США Дуайт Эйзенхауэр подписал закон о создании Национального агентства по аэронавтике и исследованию космического пространства (НАСА).
- 1963 — первый полёт опытного самолёта ТУ-124А — прототипа пассажирского самолёта Ту-134.
- 1965 — премьера в Лондоне второго фильма The Beatles «Help!». На премьере присутствовала королева Великобритании, а фильм позже получил первый приз на кинофестивале в Рио-де-Жанейро.
- 1967
  - Американский хит-парад возглавила песня группы «The Doors» «Light My Fire», сохранявшая первое место в течение трёх недель.
  - Война во Вьетнаме: в результате пожара на американском авианосце «Форрестол» погибли 134 человека.
- 1968 — Папа римский Павел VI в энциклике, названной «Humanae Vitae» (Человеческая жизнь), запретил любые искусственные методы контроля за рождаемостью детей.
- 1973 — плебисцит в Греции предпочёл республику монархии.
- 1974
  - В США четыре епископа епископальной церкви посвятили в духовный сан 11 женщин, бросив открытый вызов церковному уставу.
  - На канале NBC прошёл дебют игровой программы «Угадай мелодию».
  - По приказу председателя КГБ СССР Юрия Владимировича Андропова создана группа «Альфа» для борьбы с терроризмом.
- 1979 — Аргентина и Великобритания восстановили дипломатические отношения на уровне послов.
- 1981 — в Лондоне состоялась свадьба наследника британского престола принца Чарльза и леди Дианы Спенсер.
- 1985 — заявление М. С. Горбачёва о решении Советского Союза прекратить в одностороннем порядке любые ядерные взрывы. Мораторий объявлен до 1 января 1986 года.
- 1988 — Канада объявила запрет на въезд в страну всем спортсменам и тренерам из ЮАР.
- 1990 — город Калинин вновь стал Тверью.
- 1996 — Microsoft представила операционную систему Windows NT 4.0.
- 1999 — лидер Кубы Фидель Кастро обвинил США и Канаду в «грязных трюках», направленных против кубинской команды на Панамериканских Играх.
- 2000 — взорвана последняя штольня Семипалатинского ядерного полигона (Казахстан).

### XXI век
- 2015 — компания Microsoft представила свою новую операционную систему Windows 10.
- 2022 — ВС РФ совершили массовое убийство военнопленых в Оленовке, в результате которого было убито не менее 53 и ранено не менее 73 человек.
- 2023 — начало Нигерского кризиса.

## Родились

### До XIX века
- 896 — Лука Елладский (ум. 953), греческий монах, основатель монастыря Осиос Лукас. Почитается Православной церковью в лике преподобных.
- 1605 — Симон Дах (ум. 1659), немецкий поэт.
- 1793 — Ян Коллар (ум. 1852), словацкий поэт, борец за объединение славян («Дочь Славы»).
- 1796 — Кристиан Винтер (ум. 1876), датский поэт, теолог[11].
- 1798 — Карл Блехен (ум. 1840), немецкий художник-пейзажист.

### XIX век
- 1805 — Алексис де Токвиль (ум. 1859), французский писатель, историк, министр иностранных дел.
- 1817 — Иван Айвазовский (ум. 1900), русский художник-маринист.
- 1877 — Уильям Биби[англ.] (ум. 1962), американский зоолог, писатель, изобретатель батисферы.
- 1878 — Варвара Массалитинова (ум. 1945), актриса театра и кино, народная артистка РСФСР.
- 1881 — Илья Машков (ум. 1944), русский и советский художник, основатель объединения художников «Бубновый валет».
- 1883 — Бенито Муссолини (ум. 1945), итальянский политический деятель, создатель фашизма.
- 1885 — Теда Бара (Теодосия Барр Гудман; ум. 1955), американская звезда немого кино, первая женщина-вамп на экране.
- 1888 — Владимир Зворыкин (ум. 1982), русский инженер, изобретатель современного телевидения.
- 1891 — Михаил Завадовский (ум. 1957), российский и советский биолог, профессор МГУ, академик ВАСХНИЛ.
- 1896 — Уильям Кэмерон Мензиес (ум. 1957), американский художник, кинорежиссёр и продюсер.
- 1898 — Исидор Раби (ум. 1988), американский физик, лауреат Нобелевской премии (1944).
- 1900
  - Михаил Тихонравов (ум. 1974), советский конструктор космической и ракетной техники.
  - Эйвинд Юнсон (ум. 1976), шведский писатель и публицист, лауреат Нобелевской премии (1974).

### XX век
- 1902 — Владимир Немоляев (ум. 1987), советский кинорежиссёр и сценарист.
- 1905
  - Клара Боу (ум. 1965), американская актриса, звезда немого кино.
  - Даг Хаммаршельд (ум. 1961), второй Генеральный секретарь ООН (1953—1961).
- 1906 — Телма Тодд (погибла в 1935), американская киноактриса.
- 1907 — Борис Корнилов (расстрелян в 1938), советский поэт и общественный деятель-комсомолец.
- 1910 — Хейнц Фрэнкель-Конрат (ум. 1999), германо-американский биохимик.
- 1914 — Марсель Бич (ум. 1994), французский изобретатель, основатель и соучредитель компании Bic.
- 1915 — Павел Кадочников (ум. 1988), актёр театра и кино, народный артист СССР.
- 1916 — Бадд Беттикер (ум. 2001), американский кинорежиссёр.
- 1918 — Владимир Дудинцев (ум. 1998), советский писатель, лауреат Государственной премии СССР (1988).
- 1921
  - Ричард Иган (ум. 1987), американский актёр.
  - Крис Маркер (ум. 2012), французский кинорежиссёр-документалист, фотограф и писатель.
- 1922 — Михаил Минин (ум. 2008), участник Великой Отечественной войны, одним из первых водрузивший Красное Знамя на здание Рейхстага в Берлине.
- 1923 — Борис Бугаев (ум. 2007), советский военный и государственный деятель, главный маршал авиации.
- 1925 — Микис Теодоракис (ум. 2021), греческий композитор, политик, участник Сопротивления.
- 1928 — Константин Орбелян (ум. 2014), армянский пианист, дирижёр, композитор, народный артист СССР.
- 1932
  - Игорь Баранов (ум. 2017), советский и российский учёный-инженер, генеральный конструктор атомных подводных лодок с крылатыми ракетами ИКБ «Рубин».
  - Дайан Уэббер (ум. 2008), американская актриса, фотомодель, танцовщица.
  - Майк Ходжес (ум. 2022), британский кинорежиссёр, сценарист и продюсер.
- 1937
  - Даниел Макфадден, американский экономист, лауреат Нобелевской премии (2000).
  - Рютаро Хасимото (ум. 2006), премьер-министр Японии (1996—1998).
- 1940 — Витаутас Томкус (ум. 2022), советский и литовский актёр театра и кино.
- 1941 — Дэвид Уорнер (ум. 2022), английский актёр, лауреат премии «Эмми».
- 1945 — Мирча Луческу, румынский футболист и футбольный тренер.
- 1949 — Лесли Истербрук, американская актриса.
- 1953 — Гедди Ли (урожд. Гари Ли Вайнриб), канадский музыкант, вокалист, басист и клавишник рок-группы «Rush».
- 1954 — Игорь Крутой, советский и российский композитор, народный артист России.
- 1955 — Жан-Юг Англад, французский актёр, лауреат премии «Сезар».
- 1957
  - Нелли Ким, советская гимнастка, 5-кратная олимпийская чемпионка, 5-кратная чемпионка мира.
  - Фумио Кисида, японский политический деятель, премьер-министр Японии.
- 1962 — Мирослав Шкоро, хорватский певец, музыкант и политик.
- 1963 — Ольга Бородина, советская и российская оперная певица (меццо-сопрано), народная артистка РФ.
- 1964 — Тоньо Маури, мексиканский актёр и певец.
- 1972 — Сергей Горобченко, российский актёр театра и кино.
- 1973 — Стивен Дорфф, американский актёр.
- 1974 — Джош Рэднор, американский актёр, режиссёр и сценарист.
- 1981 — Фернандо Алонсо, испанский автогонщик, двукратный чемпион мира в классе «Формула-1» (2005, 2006).
- 1984 — Анна Бессонова, украинская спортсменка (художественная гимнастика), абсолютная чемпионка мира (2007).
- 1986 — Антон Белов, российский хоккеист, защитник. Заслуженный мастер спорта России (2014).
- 1988 — Тарьей Бё, норвежский биатлонист, олимпийский чемпион (2010), 12-кратный чемпион мира.
- 1998 — Клейтон Келлер, американский хоккеист, чемпион мира (2025).

## Скончались

### До XIX века
- 1030 — Олав II Святой (р. 995), король Норвегии (1015—1028), погиб в битве при попытке вернуть трон.
- 1095 — Ласло I Святой (р. 1046), король Венгрии (1077—1095) из династии Арпадов, причисленный к лику святых.
- 1099 — Урбан II (в миру Одо Шатильон де Лажери; р. 1042), 159-й папа римский (1088—1099).
- 1108 — Филипп I Французский (р. 1052), король Франции (1060—1108).
- 1507 — Мартин Бехайм (р. 1459), немецкий географ.
- 1644 — Урбан VIII (в миру Маффео Барберини; р. 1568), 235-й папа римский (1623—1644).

### XIX век
- 1844 — Франц Ксавер Вольфганг Моцарт (р. 1791), композитор и пианист, сын Вольфганга Амадея Моцарта.
- 1856
  - Карел Гавличек-Боровский (р. 1821), чешский политический деятель, поэт, публицист.
  - Роберт Шуман (р. 1810), немецкий композитор.
- 1868 — Джон Эллиотсон (р. 1791), английский врач, исследователь месмеризма и френологии.
- 1890 — Винсент Ван Гог (р. 1853), голландский художник.
- 1900 — Сигбьёрн Обстфеллер (р. 1866), норвежский писатель.

### XX век
- 1901 — Антонина Абаринова (р. 1842), российская оперная певица (меццо-сопрано) и драматическая актриса.
- 1913 — Тобиас Ассер (р. 1838), голландский юрист, лауреат Нобелевской премии мира (1911).
- 1921 — Габриеля Запольская (р. 1857), польская писательница.
- 1928 — Борис Фармаковский (р. 1870), российский историк искусства, археолог, историк античности.
- 1933 — погиб Николай Купреянов (р. 1894), русский советский художник-график.
- 1937 — расстреляны:
  - архиепископ Сергий (в миру Николай Нилович Васильков; р. 1861), епископ РПЦ, архиепископ Новосибирский;
  - Пётр Парфёнов (р. 1894), русский советский поэт, писатель, военный и государственный деятель.
- 1938 — расстреляны:
  - Ян Берзин (наст. имя Петерис Кюзис; р. 1889), один из создателей и руководитель советской военной разведки;
  - Павел Дыбенко (р. 1889), революционер, советский политический и военный деятель;
  - Иосиф Пятницкий (р. 1882), советский партийный и государственный деятель, в 1921—1935 глава ОМС Коминтерна;
  - Ян Рудзутак (р. 1887), латышский революционер, большевик, председатель ЦКК ВКП(б).
- 1942 — Луи Борно (р. 1865), 26-й президент Гаити (1922—1930).
- 1956 — Людвиг Клагес (р. 1872), немецкий психолог и философ, один из пионеров характерологии и графологии.
- 1960 — Юстинас Винцо Веножинскис (р. 1886), литовский и советский живописец.
- 1962 — Роналд Фишер (р. 1890), британский естествоиспытатель, один из основателей современной статистики.
- 1964 — Ванда Василевская (р. 1905), польская и советская писательница.
- 1966 — Эдвард Гордон Крэг (р. 1872), английский актёр, театральный и оперный режиссёр, художник.
- 1967 — Александр Ват (р. 1900), польский поэт, прозаик, переводчик.
- 1970 — Ионель Перля (р. 1900), композитор, дирижёр и педагог румынского происхождения.
- 1974
  - Георг Клаус (р. 1912), немецкий учёный-кибернетик, философ, шахматист, академик.
  - Касс Эллиот (р. 1941), американская певица, композитор, участница группы Mamas & Papas.
- 1979 — Герберт Маркузе (р. 1898), немецкий философ и социолог.
- 1980 — Филипп Голиков (р. 1900), советский военачальник, Маршал Советского Союза.
- 1982 — Владимир Зворыкин (р. 1889), русско-американский физик и изобретатель.
- 1983
  - Луис Буньюэль (р. 1900), испанский и мексиканский кинорежиссёр.
  - Рэймонд Мэсси (р. 1896), канадский киноактёр.
  - Дэвид Нивен (р. 1910), британский киноактёр.
- 1986 — Наталья Ужвий (р. 1898), украинская советская актриса театра и кино, народная артистка СССР, Герой Социалистического Труда.
- 1990 — Бруно Крайский (р. 1911), австрийский государственный деятель.
- 1994
  - Григол Абашидзе (р. 1914), грузинский советский поэт, прозаик, соавтор Гимна Грузинской ССР, Герой Социалистического Труда.
  - Дороти Ходжкин (р. 1910), английская женщина-химик и биохимик, лауреат Нобелевской премии (1964).
- 1995 — Леонид Бакштаев (р. 1934), советский и украинский актёр театра и кино.
- 1998 — Джером Роббинс (р. 1918), американский хореограф.
- 1999
  - Анатолий Соловьяненко (р. 1932), украинский оперный певец (лирико-драматический тенор), народный артист СССР.
  - Елена Фадеева (р. 1914), актриса театра и кино, народная артистка СССР.

### XXI век
- 2001 — Эдвард Герек (р. 1913), польский политик, в 1970—1980 первый секретарь ЦК ПОРП.
- 2008 — Владимир Макаров (р. 1932), эстрадный певец, лирический баритон, заслуженный артист РСФСР.
- 2011 — Сергей Сазонтьев (р. 1946), советский и российский актёр театра и кино, народный артист РФ.
- 2012 — Крис Маркер (наст. имя Кристиан-Франсуа Буш-Вильнёв; р. 1921), французский кинорежиссёр-документалист.
- 2017 — Юрий Рыжов (р. 1930), советский и российский учёный, академик РАН, дипломат, политик и общественный деятель.
- 2020 — Анатолий Федюкин (р. 1952), советский гандболист, олимпийский чемпион (1976), чемпион мира (1982).
- 2024
  - Владимир Ешинов (р. 1949), советский спортсмен по академической гребле, олимпийский чемпион (1976), двукратный чемпион мира (1974 и 1975), заслуженный мастер спорта (1975).
  - Юзеф Шмидт (р. 1935), польский легкоатлет, двукратный олимпийский чемпион (1960, 1964), чемпион Европы (1958, 1962).
- 2025
  - Алон Абутбуль (р. 1965), израильский актёр и режиссёр.
  - Пол Марио Дэй (р. 1956), британский, английский певец, который был первым вокалистом хеви-метал-группы Iron Maiden и More.

## Приметы
- Афиноген. Лето перешагнуло свой знойный возраст.
- Если день с теплом да со светом — уберёшься загодя со жнитвом. Если день будет дождливым, хлеб в снопе прорастёт (ожидается влажная погода)[12].